# 壺井勘也
壺井 勘也（つぼい かんや、1951年8月17日 - ）は、日本の彫刻家である。大阪芸術大学芸術学部環境デザイン学科教授。大阪府出身。
明星高等学校卒業。1977年、大阪芸術大学芸術学部美術学科卒業。
2006年10月13日に第21回参議院議員通常選挙への出馬を表明。大阪選挙区で国民新党より公認を得ていたが、2007年2月14日、国民新党の公認を自ら辞退した。

## 受賞歴
- 1978年 安田火災美術財団賞
- 1979年 関西二科展 二科奨励賞
- 1979年 二科展特選
- 1982年 関西二科展二科賞 兵庫県二科展二科賞
- 1984年 第3回 安田火災美術財団美術展にて新作秀作賞
- 1985年 神戸具象彫刻大賞コンペ優秀賞
- 1987年 関西二科展 二科賞
- 1987年 二科展 会友賞
- 1989年 福島県福島市 コミュニティー道路計画 建設省手づくり郷土賞　受賞
- 1990年 国際花と緑の博覧会スポットガーデン（守口市出品）にモニュメント製作

　　　　 愛知県大府市愛知の森　大府みどり公園に大型遊具およびストーンドラゴン製作
　　　　山口県下関市山陽自動車道下松サービスエリアにモニュメント製作
- 1992年 アメリカ合衆国オハイオ州コロンバス アメリフローラ庭園コロンブス500年記念モニュメント（ToRo）雪月花制作
- 1997年 沖縄県浦添市浦添大公園複合遊具製作

　　　　カナダバンクーバー国際アート’97エキシビジョン招待出展
- 2006年 大阪府石川河川公園企画立案による施行実施（大阪府羽曳野市）
- 2007年 「書と造形」展（帝国ホテル東京）婁正綱の書作品と造形作品のコラボレーション